# Ronald Nigh
Ronald Byron Nigh Nielsen (Kearney, 29 de octubre de 1947) es un antropólogo ecológico estadounidense radicado en México. Está especializado en las áreas del Caribe y la región maya en Mesoamérica. Se desempeña como profesor e investigador del Centro de Investigaciones y Estudios Superiores en Antropología Social (CIESAS) en San Cristóbal de Las Casas, donde continúa sus investigaciones sobre antropología ecológica.

## Biografía

### Primeros años
Nació el 29 de octubre de 1947 en Kearney, Nebraska. Asistió a la Universidad Stanford, donde recibió su licenciatura en antropología en 1969. Continuó su educación en Stanford y recibió su maestría en antropología en 1970 y su doctorado en antropología Social en 1976. Su tesis fue sobre la milpa tradicional maya en los Altos de Chiapas. Luego pasó un año en un instituto público de investigación continuando su trabajo sobre la agricultura tradicional maya y su relación con la biodiversidad y la regeneración forestal.

### Carrera
De 1985 a 1988, trabajó para varias ONG ambientales, incluidas The Nature Conservancy y Greenpeace, desarrollando programas en México, donde ha pasado la mayor parte de su carrera profesional. Fue parte del equipo que fundó DANA, una organización sin fines de lucro dedicada a promover la agricultura sostenible en México y Centroamérica. Enseñó brevemente en la Universidad Nacional Autónoma de México de 2000 a 2002. Actualmente es profesor en el Centro de Investigaciones y Estudios Superiores en Antropología Social, donde realiza investigaciones antropológicas desde 1994.
Su experiencia con la antropología ecológica le ha permitido colaborar con muchos académicos en investigaciones en toda Mesoamérica. Más recientemente, ha colaborado con Anabel Ford en su libro The Maya Forest Garden: Eight Millennia of Sustainable Cultivation of the Tropical Woodlands. Nigh y Ford argumentan que las prácticas mayas sirven como soluciones a problemas contemporáneos, como la sostenibilidad, el cambio climático y la escasez de recursos naturales. También está trabajando ahora en el desarrollo de un programa de enseñanza de ciencias basado en huertos en comunidades agrícolas de Chiapas.

## Publicaciones seleccionadas
- Nigh, Ronald; Chazdon, Robin L.; Harvey, Celia A.; Komar, Oliver; Griffith, Daniel M.; Ferguson, Bruce G.; Martinez-Ramos, Miguel; Morales, Helda et al. (1 de marzo de 2009). «Beyond Reserves: A research agenda for conserving biodiversity in human-modified tropical landscapes». Biotropica 41 (2): 142-153. doi:10.1111/j.1744-7429.2008.00471.x. Consultado el 15 de octubre de 2015.
- Harvey, Celia A.; Komar, Oliver; Chazdon, Robin; Ferguson, Bruce G.; Finegan, Bryan; Griffith, Daniel M.; Martinez-Ramos, Miguel; Morales, Helda et al. (1 de febrero de 2008). «Integrating agricultural landscapes with biodiversity conservation in the Mesoamerican hotspot». Conservation Biology 22 (1): 8-15. PMID 18254848. doi:10.1111/j.1523-1739.2007.00863.x. Consultado el 15 de octubre de 2015.
- Nations, James D.; Nigh, Ronald (1 de marzo de 1980). «The evolutionary potential Lacandon Maya sustained-yield tropical forest agriculture». Journal of Anthropological Research 36 (1): 1-30.
- Ford, Anabel; Nigh, Ronald (Junio de 2015). The Maya Forest Garden: Eight Millennia of Sustainable Cultivation of the Tropical Woodlands. Walnut Creek, California: Left Coast Press. ISBN 978-1-61132-998-8. Consultado el 15 de octubre de 2015.
- Gonzalez Cabanez, Alma Amalia; Nigh, Ronald (10 de octubre de 2014). «Reflexive Consumer Markets as Opportunities for New Peasant Farmers in Mexico and France: Constructing Food Sovereignty through Alternative Food Networks». Agroecology and Sustainable Food Systems 39 (3): 317-341. doi:10.1080/21683565.2014.973545.
- Diemont, Stewart AW; Nigh, Ronald (Agosto de 2013). «The Maya Milpa: fire and the legacy of living soil». Frontiers in Ecology and the Environment 11 (1): 45-54. doi:10.1890/120344.